# Loosdorf
Loosdorf osztrák mezőváros Alsó-Ausztria Melki járásában. 2025 januárjában 3872 lakosa volt. 

## Elhelyezkedése

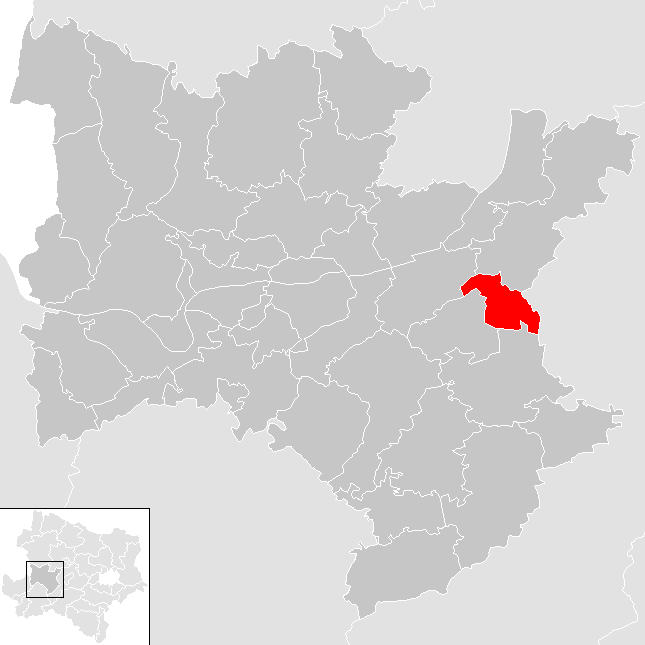
Loosdorf a Melki járásban

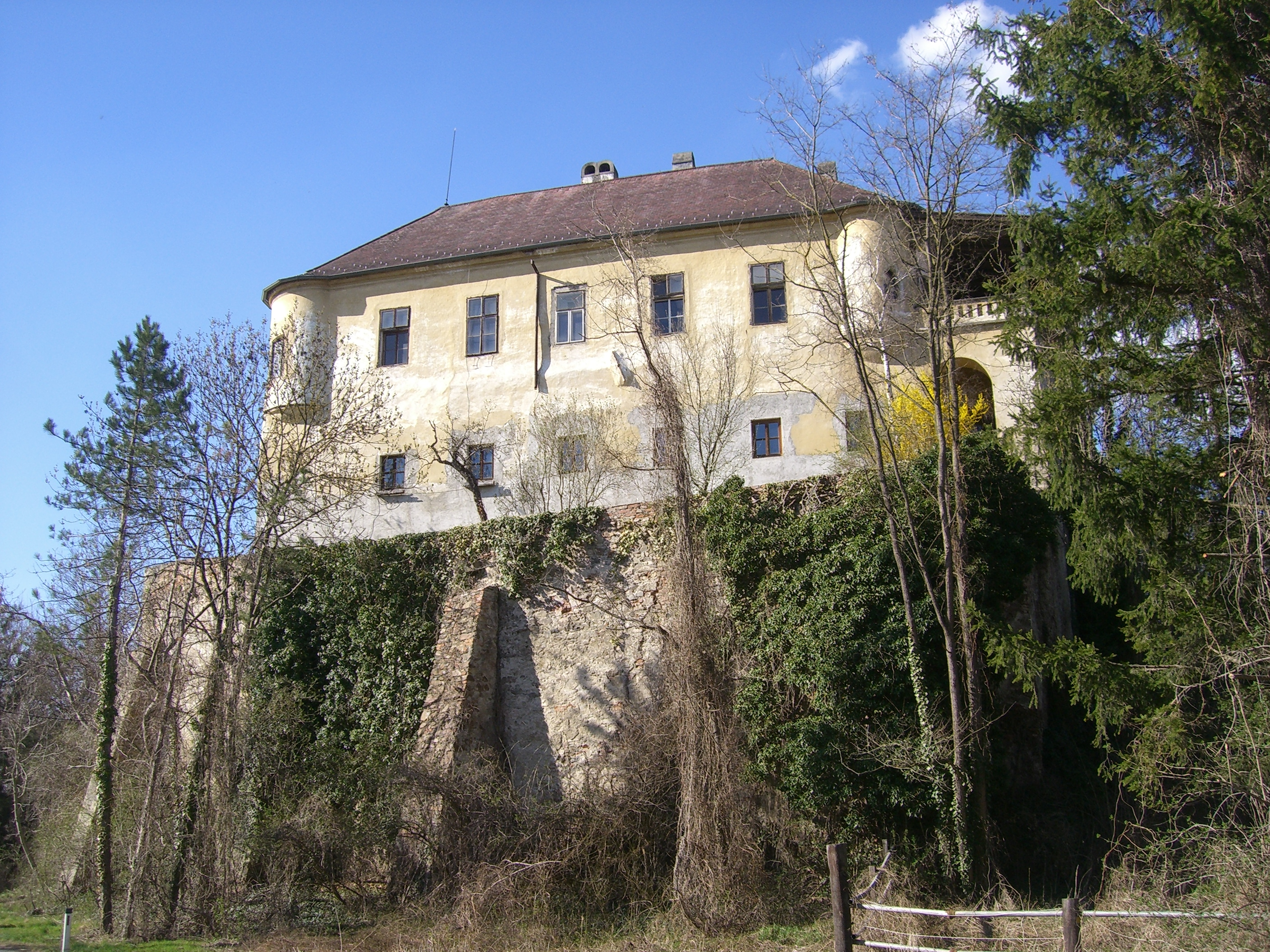
Az albrechtsbergi kastély

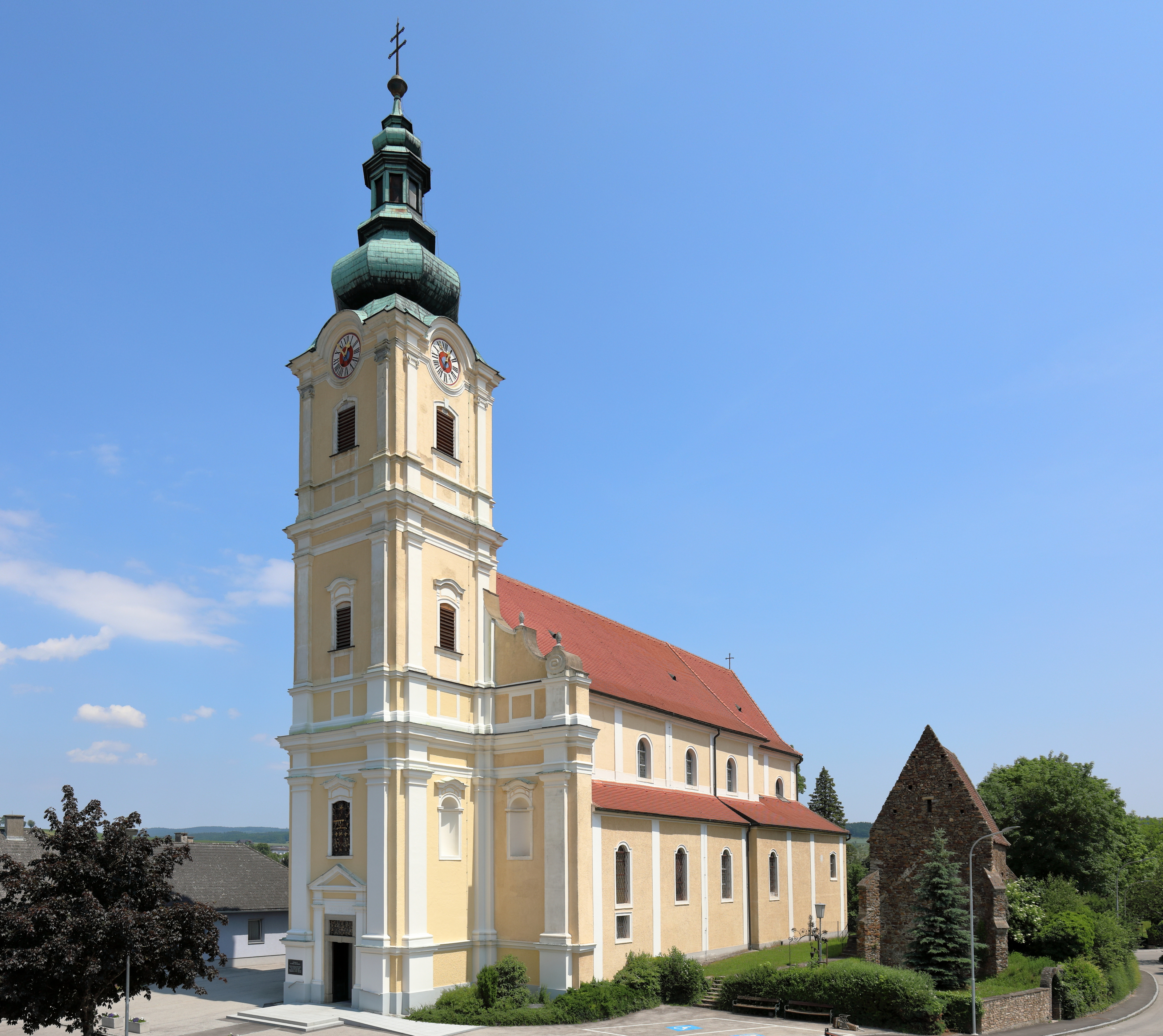
A Szt. Lőrinc-plébániatemplom

Loosdorf a tartomány Mostviertel régiójában fekszik a Pielach folyó bal partján. Területének 16,8%-a erdő, 52,6% áll mezőgazdasági művelés alatt. Az önkormányzat 5 települést egyesít: Albrechtsberg an der Pielach (474 lakos 2025-ben), Loosdorf (3161), Neubach (121), Rohr (31) és Sitzenthal (85). 
A környező önkormányzatok: északra Dunkelsteinerwald, keletre Haunoldstein, délre Hürm, délnyugatra Schollach, nyugatra Melk.

## Története
Loosdorfot 1147-ben említik először, akkor még Ladesdorf néven. A középkorban a Schalla grófok uradalmához tartozott. Bécs első ostromakor a török portyázók kifosztották. A 16. században Hans Wilhelm von Losenstein idején a település jelentős fejlődésen esett át. Losenstein kibővítette Schallaburg várát, 1588-ban újjáépítette a törökök által elpusztított plébániatemplomot, és új protestáns gimnáziumot alapított (ezt 1627-ben zárták be, amikor a császár minden protestáns tanárt és lelkészt kiutasított). 1584-ben Loosdorf mezővárosi, 1588-ban pedig hetivásártartási jogokat kapott. 
Loosdorf sáfránytermesztéséről volt ismert, de a 19. században a szintetikus festékek elterjedésével terméke versenyképtelenné vált. Fokozatosan megszűnt a szőlőtermesztés is és helyét a kereskedelem, a kéziipar és az ipar vette át. Az ipar fejlődését segítette, hogy az Erzsébet császárné-vasút (ma Westbahn) 1858-as megépítésekor Loosdorf is saját állomást kapott. 
Az 1938-as Anschluss során minden loosdorfi választópolgár a Német Birodalomhoz való csatlakozásra szavazott. 

## Lakosság
A loosdorfi önkormányzat területén 2025 januárjában 3872 fő élt. Lakosságszáma 1923 óta gyarapodó tendenciát mutat. 2023-ban az ittlakók 91,8%-a volt osztrák állampolgár; a külföldiek közül 0,9% a régi (2004 előtti), 3,9% az új EU-tagállamokból érkezett. 1,3% a volt Jugoszlávia (Horvátország és Szlovénia kivételével) vagy Törökország; 2,1% egyéb ország polgára volt. 2001-ben a lakosok 89,8%-a római katolikusnak, 2% evangélikusnak, 0,1% ortodoxnak, 1,8% mohamedánnak, 4,7% pedig felekezeten kívülinek vallotta magát. Ugyanekkor 14 magyar élt a mezővárosban; a legnagyobb nemzetiségi csoportot a német anyanyelvűeken (95,5%) kívül a törökök alkották 1%-kal.  
A népesség változása:

| 2016 | 3 804 |
| 2018 | 3 794 |

## Látnivalók
- az albrechtsbergi kastély
- a sitzenthali kastély
- a Szt. Lőrinc-plébániatemplom

## Híres loosdorfiak
- Maria Theresia Ledóchowska (1863–1922) hittérítő
- Maria Ursula Ledóchowska (1865–1939) apáca, szent
- Wladimir Ledóchowski (1866–1942) jezsuita generális